# Theodor Feldmann
Theodor Feldmann (* 5. Dezember 1891 in Wien; † 4. Mai 1957 in New York City) war ein österreichischer Volksbildner, Radiojournalist, Schriftsteller, Wiener Bibliothekar und New Yorker Buchhändler.

## Leben
Theodor Feldmann arbeitete einige Jahre als Prokurist einer großen Wiener Textilfirma. Nebenbei interessierte er sich für Literatur und Theater. 1926 übernahm er die Leitung von der von Josef Luitpold Stern gegründeten literarischen Fachgruppe der Volkshochschule Ottakring. Er erweiterte die umfangreiche Spezialbücherei der literarischen Fachgruppe noch erheblich. Er hielt zahlreiche Vorträge, die im Radio, der RAVAG zu hören waren. Seine Vorträge in der Volkshochschule und die von ihm zusammengestellte Bibliothek in dieser übten nachhaltigen Einfluss auf Autoren wie Alfons Petzold, Fritz Hochwälder oder Ernst Waldinger, dem er dann auch im Radio eine erste Sendung gestaltete, aus. Für eine Reihe von Zeitschriften und Zeitungen schrieb er Kritiken und Artikel, u. a. über Alexander von Villers, Georg Heym und Ernst Barlach. 1933 wurde er Mitglied der Vereinigung sozialistischer Schriftsteller.
Mit Hilfe der American Guild for German Cultural Freedom gelang ihm 1939 die Flucht in die USA, wohin ihm auch seine Frau, die Schriftstellerin Anna Feldmann, geb. Peikert, folgte. In New York wurde er erfolgreicher Buchhändler und Antiquar für deutschsprachige Bücher. Theo Feldman Books lag in der 609 West 114th Street. Während des Zweiten Weltkriegs war er einer der wichtigsten Zulieferer von zeitgenössischen oder seltenen deutschsprachigen Büchern für amerikanische Universitätsbibliotheken. So organisierte er die Bestände der Kretzschmar von Kienbusch Germanic Collection der Princeton University und einen bedeutenden Teil der German Literature Collection der Yale University. In der New York Public Library befinden sich die Theo Feldmann Papers, eine umfangreiche Manuskripte-Sammlung und die Korrespondenz des Buchhändlers mit einer Vielzahl österreichischer und deutscher Autoren. Dank Theodor Feldmanns Einsatz und der Finanzierung durch Joseph Buttinger konnten die 44.000 Bände der Wiener Bibliothek von Hermann Broch zur Gänze gerettet werden.
Theodor Feldmann war, so wie Oskar Maria Graf, den er noch aus Wien und von der Vereinigung sozialistischer Schriftsteller kannte, Mitglied der German-American Writers Association.